# Ratumaibulu
Ratumaibulu es un dios fiyi de gran importancia. Según la mitología fiyiana, en el mes llamado en su honor Vula-i-Ratumaibulu, viene de Bulu, que es el mundo de los espíritus, para hacer que el árbol del pan y otros árboles frutales florezcan y den sus frutos. Se considera que tiene forma de serpiente divina.